# Sanatorium Hera

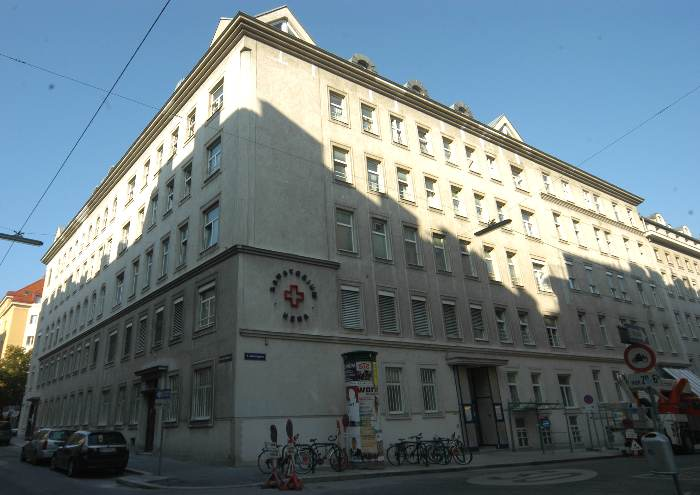
Sanatorium Hera (Wien-Alsergrund)

Die Privatkrankenanstalt Sanatorium Hera ist ein Wiener Spital der Krankenfürsorgeanstalt der Bediensteten der Stadt Wien (KFA Wien) in der Löblichgasse 14 im 9. Wiener Gemeindebezirk Alsergrund. Während der Spitalsbereich für selektive Eingriffe den Mitgliedern der KFA sowie Privatversicherten oder Selbstzahlern zur Verfügung steht, ist der Ambulanzbesuch allen Versicherten – nach vorher vereinbartem Termin – möglich (Terminambulanz). Das Sanatorium Hera ist kein Notfallspital und hat keine Notfallambulanz.

## Geschichte

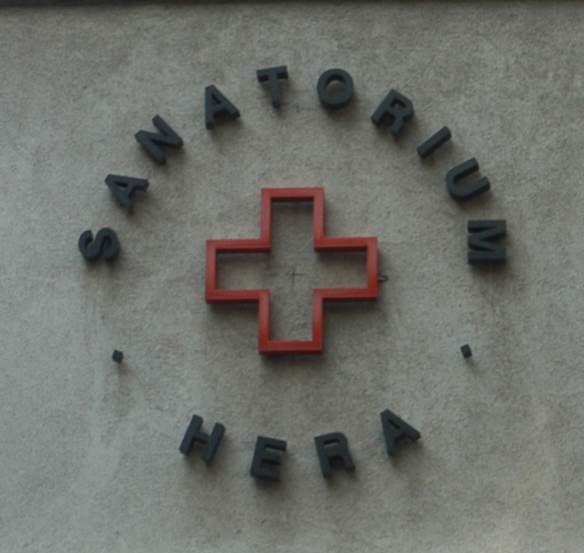
Schriftzug am Sanatorium Hera

1905 wurde die Privat-Heil- und Entbindungsanstalt „Sanatorium Hera“ durch den Gynäkologen Doktor Hugo Hübel gegründet. Medizinische Schwerpunkte in dem von den Architekten Alfred Wildback (Trakt in der Löblichgasse, erbaut 1905) sowie W. Pleski und Zeeh (Trakt in der Säulengasse, erbaut 1906) errichteten Gebäude waren Geburtshilfe und operative Gynäkologie.
Von der Krankenfürsorgeanstalt der Bediensteten der Stadt Wien wurde das Sanatorium am 1. August 1937 erworben und von dem auf Geburtshilfe spezialisierten Haus in ein modern ausgestattetes Privatkrankenhaus umgewandelt.
Nach der durch einen Bombenangriff am 22. März 1945 erfolgten Zerstörung des Gebäudekomplexes wurde das Sanatorium Hera zwischen 1946 und der am 21. Mai 1949 erfolgten Wiedereröffnung in erweiterter Form wieder aufgebaut. Zu diesem Zeitpunkt war die Hera das erste Krankenhaus in Wien mit einem Colostomietrakt. Eine weitere Neuerung für die Patienten war die Möglichkeit, über Rundfunkleitungen an den Krankenbetten Radio zu hören.
Die Wiener Rathauskorrespondenz berichtete am 28. November 1950 über den Einsatz eines neuen, aus den Vereinigten Staaten stammenden Narkotikums namens Trilen bei der Zahnbehandlung, welches mit großem Erfolg verwendet wurde. Amüsiert wurde angemerkt, dass die Patienten nach dem Zahnziehen meist so erheitert waren, als hätten sie etwa zwei Viertel Wein getrunken. Bei manchen soll die Wirkung noch heftiger gewesen sein.
Ab 1979 wurde das Sanatorium Hera in einen zeitgemäßen Zustand versetzt. So wurde 1987 ein Neubau errichtet und weitere Ambulanzen eingerichtet.
Ein im Jahr 2006 veröffentlichter und das Jahr 2004 betreffender Rechnungshofbericht sorgte politisch für großen Wirbel in Wien. Bemängelt wurde darin die schlechte Auslastung (durchschnittlich 64,3 Prozent) bei gleichzeitig hohen Personalkosten bedingt durch zu viel Pflege-, Betriebs- und Verwaltungspersonal. Eine Empfehlung des Rechnungshofs war, sich aus der stationären Versorgung von Patienten zurückzuziehen. Diskutiert wurde auch eine engere Zusammenarbeit mit dem KAV.

## Fachbereiche
- Augenheilkunde
- Chirurgie
- Dermatologie
- Gynäkologie
- HNO
- Innere Medizin
- Institut für Bildgebende Diagnostik
- Labordiagnostik
- Mund-, Kiefer- und Gesichtschirurgie
- Neurologie
- Orthopädie und Sporttraumatologie
- Physikalische Medizin
- Psychologie
- Prä-/Anästhesie
- Urologie
- Zahn-, Mund- und Kiefer (mit einer Spezialambulanz Zahnambulatorium Simmering, Enkplatz 2).[4]

## Statistik
Im Jahr 2005 wurde bei Betriebseinnahmen von 18,95 Millionen Euro und Betriebsausgaben von 36,37 Millionen Euro ein Abgang von 17,42 Millionen Euro erwirtschaftet.
Bei 165 systemisierten Betten (tatsächlich nur 138) wurden rund 6.000 stationäre Patienten und 108.531 ambulante Fälle von 442 Bediensteten (auf Vollzeit umgerechnet) betreut.